# 响水县人民医院
响水县人民医院，是中华人民共和国江苏省的一所医院，为二级医院，位于响水县响水镇。

## 规模
响水县人民医院总床位205张，日门诊量77人次。